# Setmana Catalana de 1993
La Setmana Catalana de 1993, va ser la 30a edició de la Setmana Catalana de Ciclisme. Es disputà en 6 etapes del 22 al 26 de març de 1993. El vencedor final fou l'espanyol Pedro Delgado de l'equip Banesto per davant de Laudelino Cubino i Laurent Dufaux.
En aquesta edició es va tornar a introduir una etapa contrarellotge. Iñaki Gastón va estar dominant el liderat de la prova des de la seva victòria a l'etapa d'Andorra. Al final la crono a Montjuïc (Barcelona) va ser determinant. Pedro Delgado aconseguia la victòria d'etapa i la final. Seria l'última gran vistòria de la seva carrera.

## Etapes
| Etapa | Data       | Ciutats d'etapa                         | km    | Vencedor de l'etapa    | Líder de la general |
| ----- | ---------- | --------------------------------------- | ----- | ---------------------- | ------------------- |
| 1a    | 22 de març | Calafell – Segur de Calafell            | 190,0 | Fabio Baldato (ITA)    | Fabio Baldato (ITA) |
| 2a    | 23 de març | Montblanc – Andorra la Vella ( Andorra) | 179,0 | Iñaki Gastón (ESP)     | Iñaki Gastón (ESP)  |
| 3a    | 24 de març | Llívia - Lloret de Mar                  | 187,0 | Roberto Pagnin (ITA)   | Iñaki Gastón (ESP)  |
| 4a    | 25 de març | Lloret de Mar - Palau de Plegamans      | 180,0 | Johan Bruyneel (BEL)   | Iñaki Gastón (ESP)  |
| 5a A  | 26 de març | Palau de Plegamans - Molins de Rei      | 61,0  | Steffen Wesemann (SUI) | Iñaki Gastón (ESP)  |
| 5a B  | 26 de març | Circuit de Montjuïc (CRI)               | 12,0  | Pedro Delgado (ESP)    | Pedro Delgado (ESP) |

### 1a etapa[1]
22-03-1993: Calafell – Segur de Calafell, 190,0 km.:
|   | Ciclista               | Equip                  | Temps      |
| - | ---------------------- | ---------------------- | ---------- |
| 1 | Fabio Baldato (ITA)    | GB-MG Maglificio       | 5h 08' 05" |
| 2 | Adriano Baffi (ITA)    | Mercatone Uno-Zucchini | m. t.      |
| 3 | Laurent Jalabert (FRA) | ONCE                   | m. t.      |

### 2a etapa[2]
23-03-1993: Montblanc – Andorra la Vella, 179,0 km.
|   | Ciclista               | Equip         | Temps      |
| - | ---------------------- | ------------- | ---------- |
| 1 | Iñaki Gastón (ESP)     | Clas-Cajastur | 4h 47' 15" |
| 2 | Laudelino Cubino (ESP) | Amaya         | m. t.      |
| 3 | Pedro Delgado (ESP)    | Banesto       | m. t.      |

### 3a etapa[3]
24-03-1993: Llívia - Lloret de Mar, 187,0 km.:
|   | Ciclista                  | Equip               | Temps      |
| - | ------------------------- | ------------------- | ---------- |
| 1 | Roberto Pagnin (ITA)      | Navigare-Blue Storm | 4h 36' 58" |
| 2 | Antonio Miguel Díaz (ESP) | Kelme               | + 01"      |
| 3 | Laurent Jalabert (FRA)    | ONCE                | + 01' 23"  |

### 4a etapa[4]
25-03-1993: Lloret de Mar - Palau de Plegamans, 180,0 km.:
|   | Ciclista               | Equip        | Temps      |
| - | ---------------------- | ------------ | ---------- |
| 1 | Johan Bruyneel (BEL)   | ONCE         | 4h 38' 13" |
| 2 | Laurent Jalabert (FRA) | ONCE         | + 02"      |
| 3 | Udo Bölts (GER)        | Team Telekom | m. t.      |

### 5a etapa A[5]
26-03-1993: Palau de Plegamans - Molins de Rei, 61,0 km.:
|   | Ciclista                   | Equip         | Temps      |
| - | -------------------------- | ------------- | ---------- |
| 1 | Steffen Wesemann (SUI)     | Team Telekom  | 1h 24' 25" |
| 2 | Jean-Paul van Poppel (NED) | Lotus-Festina | m.t        |
| 3 | Johan Verstrepen (BEL)     | Collstrop     | m.t        |

### 5a etapa B[5]
26-03-1993: Circuit de Montjuïc (CRI), 12,0 km.:
|   | Ciclista               | Equip   | Temps   |
| - | ---------------------- | ------- | ------- |
| 1 | Pedro Delgado (ESP)    | Banesto | 16' 36" |
| 2 | Laurent Dufaux (SUI)   | ONCE    | + 10"   |
| 3 | Laudelino Cubino (ESP) | Amaya   | + 14"   |

## Classificació General
|    | Ciclista               | Equip         | Punts       |
| -- | ---------------------- | ------------- | ----------- |
| 1  | Pedro Delgado (ESP)    | Banesto       | 20h 52' 59" |
| 2  | Laudelino Cubino (ESP) | Amaya         | + 14"       |
| 3  | Laurent Dufaux (SUI)   | ONCE          | + 28"       |
| 4  | Andrew Hampsten (USA)  | Motorola      | + 34"       |
| 5  | Luca Gelfi (ITA)       | Mapei         | + 37"       |
| 6  | Melcior Mauri (ESP)    | Amaya         | + 46"       |
| 7  | Jesús Montoya (ESP)    | Amaya         | + 57"       |
| 8  | Laurent Jalabert (FRA) | ONCE          | + 01' 04"   |
| 9  | Iñaki Gastón (ESP)     | Clas-Cajastur | + 01' 06"   |
| 10 | Arsenio González (ESP) | Clas-Cajastur | + 01' 09"   |